# Ceratomyxidae
Ceratomyxidae là một họ động vật thân nhớt.

## Chi
- Ceratomyxa Thélohan, 1892
- Ceratonova Atkinson, Foott et Bartholomew, 2014
- Ellipsomyxa Køie, 2003
- Meglitschia Kovaljova, 1988